# Euchrepomis sharpei
Az Euchrepomis sharpei a madarak osztályának verébalakúak (Passeriformes) rendjébe és a hangyászmadárfélék (Thamnophilidae) családjába tartozó faj.

## Rendszerezése
A fajt Hans von Berlepsch német ornitológus írta le 1901-ben, a Terenura nembe Terenura sharpei néven. Egyes szervezetek, jelenleg is ide sorolják.

## Előfordulása
Az Andok hegység lábainál, Bolívia és Peru területén honos. Természetes élőhelyei a szubtrópusi vagy trópusi síkvidéki és hegyi esőerdők, valamint ültetvények. Állandó, nem vonuló faj.

## Megjelenése
Testhossza 11 centiméter, testtömege 7–8 gramm.

## Életmódja
Rovarokkal és valószínűleg pókokkal táplálkozik.

## Természetvédelmi helyzete
Az elterjedési területe nem nagy, az élőhelyének elvesztése miatt, még ez is csökken, egyedszáma is csökken, de még lehetnek felméretlen területek. A Természetvédelmi Világszövetség Vörös listáján veszélyeztetett fajként szerepel.